# آقچه لوچه
آقچه لوچه، روستایی از توابع بخش سردرود شهرستان رزن در استان همدان ایران است.
این روستا شمالی ترین نقطه استان همدان از لحاظ مختصات جغرافیایی است.

## جمعیت
این روستا در دهستان سردرود علیا قرار دارد و براساس سرشماری مرکز آمار ایران در سال ۱۳۹۵، خالی از سکنه بوده‌است.